# HD168812
HD168812 — хімічно пекулярна зоря спектрального класу B8, що має видиму зоряну величину в смузі V приблизно  6,6.
Вона  розташована на відстані близько 979,4 світлових років від Сонця.

## Пекулярний хімічний склад
Зоряна атмосфера HD168812 має підвищений вміст 
Hg
.